# Championnat de Suède de football de troisième division
Le championnat de Suède de football de troisième division constitue le troisième échelon du football suédois. Ce championnat est nommé Ettan et regroupe 32 clubs répartis en deux poules, nord (Norra) et sud (Södra).
La Division 1 était le deuxième niveau de la compétition entre 1978 et 1999. Elle a été remplacée en 2000 par le Superettan mais a été reconstituée en 2006 en tant que troisième division.